# Afrikanische Straße (metrostation)
Afrikanische Straße is een station van de metro van Berlijn, gelegen onder de Müllerstraße, nabij de kruising met de Afrikanische Straße, in het Berlijnse stadsdeel Wedding. Het metrostation werd geopend op 3 mei 1956 als onderdeel van het eerste naoorlogse uitbreidingsproject van de Berlijnse metro en wordt tegenwoordig bediend door lijn U6. De volledige naam van het station luidt Afrikanische Straße (Friedrich-Ebert-Siedlung); de toevoeging verwijst naar de tussen de Müllerstraße en het Volkspark Rehberge gelegen wijk.
Reeds tijdens de bouw van de Nord-Süd-U-Bahn, de huidige U6, in de jaren 1920 bestonden er plannen de lijn in het noorden door te trekken richting Tegel. In 1929 begon men ten noorden van het toenmalige eindpunt Seestraße met de bouw van een tunnel ter voorbereiding op deze verlenging, maar vanwege de economische crisis kwamen de werkzaamheden al snel stil te liggen. Na de Tweede Wereldoorlog werden de plannen weer actueel. In West-Berlijn voorzag men een grootschalige uitbreiding van het metronet en men besloot de noordelijke verlenging van lijn C (U6) als eerste te realiseren. Een station bij de Afrikanische Straße ontbrak in de vooroorlogse plannen, maar werd vanwege de toegenomen bebouwing in de omgeving aan het project toegevoegd. De bouw van het 6,9 kilometer lange traject naar het centrum van Tegel begon in oktober 1953. De eerste etappe, tot Kurt-Schumacher-Platz, kwam in gebruik op 3 mei 1956; twee jaar later volgde het traject tot het huidige eindpunt Alt-Tegel.
Station Afrikanische Straße werd net als de overige stations op het noordelijke deel van de U6 ontworpen door architect Bruno Grimmek. Het station is met zijn geknikte, licht welvende dak, zeshoekige zuilen en met lichtblauwe tegels beklede wanden een typisch voorbeeld van Grimmeks stijl, die ook op het oudste deel van de U9 goed vertegenwoordigd is. Aan beide uiteinden van het eilandperron leiden trappen naar een tussenverdieping met uitgangen aan weerszijden van de Müllerstraße. Uiteindelijk moeten alle Berlijnse metrostations voorzien zijn van een lift. Station Afrikanische Straße heeft hierbij echter geen hoge prioriteit; volgens het tijdschema van de Berlijnse Senaat zal de inbouw van een lift pas na 2010 plaatsvinden.